# Чужестранец (фильм, 1946)
«Чужестранец» (англ. The Stranger, 1946) — художественный фильм Орсона Уэллса. В центре сюжета — розыск нацистского военного преступника, скрывающегося под вымышленным именем в небольшом американском городе. Лента перешла в общественное достояние в США из-за отсутствия повторной регистрации авторского права в 1973 году.

## Сюжет
Действие фильма происходит в 1946 году. Мистер Уилсон, член Комиссии по военным преступлениям, охотится за нацистским преступником Францем Киндлером, который приехал в США и живёт в Коннектикуте. Получив документы на имя Чарльза Рэнкина, Киндлер находит работу в подготовительной школе и женится на Мэри Лонгстрит, дочери члена Верховного суда Адама Лонгстрита. Уилсон должен убедить жену Рэнкина, что её муж — военный преступник.

## В ролях
| Актёр              | Роль                  |
| ------------------ | --------------------- |
| Эдвард Г. Робинсон | Уилсон                |
| Лоретта Янг        | Мэри Лонгстрит Рэнкин |
| Орсон Уэллс        | Франц Киндлер         |
| Филип Меривэйл     | судья Адам Лонгстрит  |
| Ричард Лонг        | Ной Лонгстрит         |
| Константин Шэйн    | Конрад Майнеке        |
| Байрон Кейт        | Джефри Лоуренс        |
| Билли Хаус         | Поттер                |
| Марта Уэнтуорт     | Сара                  |
| Эрскин Сэнфорд     | гость на вечеринке    |